# Camila Avella
María Camila Avella Montañez (Yopal,  26 de junio de 1995) es una modelo, presentadora y reina de belleza colombiana. Es reconocida, principalmente, por haber ganado el título de Miss Universe Colombia 2023, lo que le permitió representar a su nación en Miss Universo 2023, edición que se llevó a cabo en El Salvador y en la que ocupó un lugar en el Top 5.
Avella hizo historia al convertirse en la primera Miss Universe Colombia procedente del departamento de Casanare, así como también al ser la primera mujer casada y madre en representar a Colombia en Miss Universo. Adicionalmente, se convirtió en la segunda mujer con hijos en ser seleccionada como candidata a Miss Universo después de que se eliminara la regla que impedía la participación de mujeres casadas y madres.

## Biografía

### Inicios y estudios
Camila Avella nació en Yopal, capital de Casanare, en 1995. Es hija única del matrimonio conformado por Martha Montañez y el ingeniero electricista Reynaldo Avella. Desde la edad de 10 años, se dedicó a practicar tenis de campo, deporte que le dio la oportunidad de representar a su departamento en diferentes torneos nacionales e internacionales. Cursó sus estudios de bachillerato en el Centro Social La Presentación, en su municipio de origen, y estudió comunicación social y periodismo en la Universidad Nacional Abierta y a Distancia.

### Trayectoria en el modelaje y la televisión
Camila Avella fue elegida como Niña Casanare 2004 y participó en el concurso Niña Colombia, donde obtuvo el premio al mejor rostro. Cuando tenía 14 años, el fotógrafo Pablo Araque la descubrió, se fijó en su potencial y habló con sus padres para la realización de un shooting. Permaneció en Yopal hasta la edad de 16 años, cuando se radicó en Bogotá para adelantar sus estudios profesionales. Su primer contrato oficial de modelaje fue con INforma Models, participó en Plataforma K, el evento de moda más importante de Barranquilla y presentó un casting nacional para integrar el Fashion Show Paris Hilton, en Bogotá, en el que fue seleccionada para desfilar en la pasarela del diseñador colombiano Jorge Duque, ganador de la primera temporada de Project Runway Latin America, trasmitida por el canal de televisión Fashion TV Latin America.
Durante un viaje realizado a Panamá recibió un contrato laboral por parte del director de la agencia Elite Model Management, lo que le brindó la posibilidad de desplazarse a Miami para llevar a cabo algunos trabajos como modelo internacional. En Colombia, ha desfilado en importantes eventos como Colombiamoda, además de ser imagen de varias campañas publicitarias. Cuando se desligó de Elite Model, se unió a Next Model Management, viajó a Nueva York e hizo publicidad para Alcott & Alcott y trabajó para una editorial en una revista francesa. También estuvo en el Swim Week y en pasarelas del New York Fashion Week. Se inscribió en el concurso Señorita Bogotá 2015, pero tuvo que retirarse por inconvenientes contractuales.
El modelaje le abrió las puertas de la televisión y, en 2018, luego de ser oficializada como Señorita Casanare (posteriormente destituida), fue convocada por el canal Caracol Televisión para ser la anfitriona del programa de telerrealidad Desafío Súper Humanos, XV Años.

### Vida personal
Camila Avella está casada con el empresario colombiano de origen árabe Nassif Kamle, delegado de la reconocida empresa vallecaucana, "Telka". Están casados desde el año 2020 y juntos tienen una hija llamada Amelia, nacida en 2021.

## Carrera en los concursos de belleza

### Señorita Casanare 2018
En el año 2018, Avella recibió el decreto que la acreditaba como la representante oficial del departamento de Casanare rumbo a la siguiente edición del Concurso Nacional de Belleza, que tendría lugar en noviembre del mismo año en Cartagena de Indias. Sin embargo, la junta directiva del certamen, en cabeza de su presidente, Raimundo Angulo, tomó la decisión de anular su participación alegando que la modelo contaba con un mánager y había realizado fotografías profesionales que iban en contravía con el reglamento del concurso. Pese a sus esfuerzos por aclarar la situación, finalmente no pudo competir en el evento.

### Miss Universe Colombia 2023
En agosto de 2022, una vez que el certamen Miss Universo anunció la modificación de sus parámetros de selección, permitiendo la participación de mujeres casadas, divorciadas, embarazadas y con hijos, la Organización Miss Universe Colombia notificó la realización de un segundo casting para su edición del año 2023, llevado a cabo exclusivamente para entrevistar a candidatas que cumplieran con estas características y que no pudieron inscribirse en la primera convocatoria, ejecutada cuando el comunicado oficial no había sido publicado. Camila Avella fue una de las concursantes que compitió en el segundo filtro y, gracias a su desempeño, obtuvo la banda de Casanare. Desde el comienzo, se posicionó como una de las delegadas más favoritas al título y, en la noche del 2 de septiembre de 2023, se convirtió en la primera mujer madre y casada en representar a Colombia ante Miss Universo.

### Miss Universo 2023
Avella viajó en noviembre de 2023 a El Salvador para competir en el concurso Miss Universo 2023. Su desempeño le permitió lograr la trigésimo novena (39°) clasificación de la historia de Colombia en el certamen, siendo, además, la quinta clasificación consecutiva para el país, período positivo que comenzó en la edición de 2019. Durante la noche final del evento, se adjudicó un lugar en el Top 5.

## Filmografía

### Televisión
| Año  | Título                         | Rol        | Canal              |
| ---- | ------------------------------ | ---------- | ------------------ |
| 2018 | Desafío Súper Humanos, XV Años | Anfitriona | Caracol Televisión |